# Foggia Calcio 1989-1990
Questa pagina raccoglie le informazioni riguardanti il Foggia Calcio nelle competizioni ufficiali della stagione 1989-1990.

## Stagione
Nella stagione 1989-1990 il Foggia disputa il campionato di Serie B, ottiene l'ottavo posto raccogliendo 39 punti. Il nuovo presidente foggiano Pasquale Casillo ha una buona intuizione chiamando a Foggia il tecnico boemo Zdeněk Zeman fautore del gioco a zona. Anche se per tutto il girone di andata i satanelli faticano a seguire i dettami del nuovo tecnico, alternando fasi di bel gioco a vulnerabilità difensive, al termine del girone ascendente il Foggia è penultimo in classifica con 14 punti, poi la squadra rossonera riesce ad ingranare la giusta marcia e diventa quasi inarrestabile. Nel girone di ritorno raccoglie 25 punti, con una media punti da promozione, seconda solo al Torino. Il torneo cadetto viene chiuso dai satanelli con 39 punti in ottava posizione. Due sono i protagonisti della bella e divertente stagione rossonera, il primo è l'attaccante bergamasco Giuseppe Signori preso dal Piacenza, spesso decisivo con le sue 14 reti, mentre i meriti del bel gioco espresso dal Foggia vanno al secondo protagonista, il loro bravo tecnico.
Nella Coppa Italia che è ritornata alle partite ad eliminazione diretta, almeno nei primi due turni, i satanelli sono subito estromessi dal torneo, per mano della Reggina, che passa (0-1) allo Zaccheria.

## Organigramma societario
- Presidente: Pasquale Casillo
- Ammin. delegato: avv. Mauro Finiguerra
- Segretario: dott. Rodolfo Cifarelli
- Medico sociale: dott. Prisco Petti

- Allenatore: Zdeněk Zeman
- Consulente tecnico: Giuseppe Pavone
- Allenatore in 2ª: Vincenzo Cangelosi
- Massaggiatore: Michele Rabbaglietti

## Rosa
| N. |                   | Ruolo | Calciatore         |
| -- | ----------------- | ----- | ------------------ |
|    | Italia (bandiera) | P     | Francesco Mancini  |
|    | Italia (bandiera) | P     | Emilio Zangara     |
|    | Italia (bandiera) | D     | Paolo List         |
|    | Italia (bandiera) | D     | Giovanni Bucaro    |
|    | Italia (bandiera) | D     | Pasquale Padalino  |
|    | Italia (bandiera) | D     | Maurizio Codispoti |
|    | Italia (bandiera) | D     | Maurizio Miranda   |
|    | Italia (bandiera) | D     | Guglielmo Ferrante |
|    | Italia (bandiera) | D     | Gualtiero Grandini |
|    | Italia (bandiera) | C     | Francesco Fonte    |
|    | Italia (bandiera) | C     | Giuseppe Guerini   |

| N. |                   | Ruolo | Calciatore           |
| -- | ----------------- | ----- | -------------------- |
|    | Italia (bandiera) | C     | Onofrio Barone       |
|    | Italia (bandiera) | C     | Antonio Manicone     |
|    | Italia (bandiera) | C     | Carmine Nunziata     |
|    | Italia (bandiera) | C     | Roberto Rambaudi     |
|    | Italia (bandiera) | C     | Carlo Ricchetti      |
|    | Italia (bandiera) | C     | Mario Massimo Caruso |
|    | Italia (bandiera) | C     | Stefano Casale       |
|    | Italia (bandiera) | A     | Mauro Meluso         |
|    | Italia (bandiera) | A     | Giuseppe Signori     |
|    | Italia (bandiera) | A     | Aldo Di Corcia       |
|    | Italia (bandiera) | A     | Fabio Fratena        |

## Risultati

### Serie B

#### Girone di andata
| Arbitro: | Lombardi (La Spezia) |

|                           |           |  |
| Mannari 38’ Ferazzoli 72’ | Marcatori |  |

| Foggia 3 settembre 1989 2ª giornata | Foggia            | 0 – 0 | Pisa | Stadio Pino Zaccheria\| Arbitro: \| Dal Forno (Ivrea) \| |
| Arbitro:                            | Dal Forno (Ivrea) |       |      |                                                          |

| Arbitro: | Cafaro (Grosseto) |

|  |           |                                    |
|  | Marcatori | 42’, 68’ Signori 47’ (rig.) Barone |

| Arbitro: | Nicchi (Arezzo) |

|            |           |                   |
| Signori 6’ | Marcatori | 21’, 52’ Sorbello |

| Arbitro: | Guidi (Bologna) |

|                   |           |  |
| F. Signorelli 22’ | Marcatori |  |

| Arbitro: | Frigerio (Milano) |

|                                                 |           |  |
| Codispoti 14’ List 27’ Signori 51’ Rambaudi 60’ | Marcatori |  |

| Arbitro: | Piana (Modena) |

|           |           |  |
| Forte 58’ | Marcatori |  |

| Arbitro: | Trentalange (Torino) |

|                         |           |            |
| Bruno 67’ Gasperini 87’ | Marcatori | 90’ Barone |

| Arbitro: | Stafoggia (Pesaro) |

|  |           |               |
|  | Marcatori | 23’ Provitali |

| Arbitro: | Iori (Parma) |

|                                    |           |  |
| T. Napoli 14’ Gnoffo 51’ Sorce 54’ | Marcatori |  |

| Arbitro: | Piana (Modena) |

|                                 |           |              |
| Corini 39’ (rig.) Altobelli 54’ | Marcatori | 59’ Rambaudi |

| Arbitro: | Bizzarri (Ferrara) |

|                               |           |            |
| Signori 21’ Rambaudi 61’, 68’ | Marcatori | 82’ Protti |

| Arbitro: | Boemo (Cervignano del Friuli) |

|           |           |  |
| Skoro 35’ | Marcatori |  |

| Arbitro: | Guidi (Bologna) |

|                       |           |  |
| List 40’ Rambaudi 88’ | Marcatori |  |

| Arbitro: | Lombardi (La Spezia) |

|                               |           |  |
| Fonte 35’ (aut.) Simonini 48’ | Marcatori |  |

| Arbitro: | Fabricatore (Roma) |

|             |           |                        |
| Signori 17’ | Marcatori | 70’ Pizzi 86’ A. Melli |

| Arbitro: | Frigerio (Milano) |

|           |           |            |
| Fonte 40’ | Marcatori | 67’ Ermini |

| Arbitro: | Cafaro (Grosseto) |

|              |           |             |
| Consonni 20’ | Marcatori | 67’ Signori |

| Foggia 7 gennaio 1990 19ª giornata | Foggia            | 0 – 0 | Reggiana | Stadio Pino Zaccheria\| Arbitro: \| Dal Forno (Ivrea) \| |
| Arbitro:                           | Dal Forno (Ivrea) |       |          |                                                          |

#### Girone di ritorno
| Arbitro: | Cinciripini (Ascoli Piceno) |

|           |           |  |
| Fonte 66’ | Marcatori |  |

| Arbitro: | Merlino (Torre del Greco) |

|                           |           |  |
| Incocciati 40’ Cuoghi 54’ | Marcatori |  |

| Arbitro: | Guidi (Bologna) |

|                                        |           |                        |
| Barone 11’ (rig.) List 38’ Miranda 61’ | Marcatori | 84’ Consagra 90’ Lerda |

| Arbitro: | Di Cola (Avezzano) |

|  |           |             |
|  | Marcatori | 51’ Signori |

| Arbitro: | Trentalange (Torino) |

|         |           |              |
| List 8’ | Marcatori | 25’ Vincenzi |

| Arbitro: | Cardona (Milano) |

|  |           |                               |
|  | Marcatori | 9’ Rambaudi 74’ (rig.) Barone |

| Arbitro: | Boggi (Salerno) |

|  |           |           |
|  | Marcatori | 16’ Forte |

| Arbitro: | Frigerio (Milano) |

|                          |           |  |
| Forte 8’, 79’ Barone 31’ | Marcatori |  |

| Cagliari 18 marzo 1990 28ª giornata | Cagliari           | 0 – 0 | Foggia | Stadio Sant'Elia\| Arbitro: \| Fabricatore (Roma) \| |
| Arbitro:                            | Fabricatore (Roma) |       |        |                                                      |

| Foggia 25 marzo 1990 29ª giornata | Foggia                        | 0 – 0 | Licata | Stadio Pino Zaccheria\| Arbitro: \| Boemo (Cervignano del Friuli) \| |
| Arbitro:                          | Boemo (Cervignano del Friuli) |       |        |                                                                      |

| Arbitro: | Lombardi (La Spezia) |

|                                      |           |              |
| Signori 18’ Meluso 42’ Codispoti 81’ | Marcatori | 59’ Masolini |

| Arbitro: | Fucci (Salerno) |

|  |           |                  |
|  | Marcatori | 10’, 61’ Signori |

| Arbitro: | Sguizzato (Verona) |

|  |           |               |
|  | Marcatori | 63’ Fimognari |

| Arbitro: | Monni (Sassari) |

|                       |           |  |
| Muro 47’ Padovano 53’ | Marcatori |  |

| Foggia 6 maggio 1990 34ª giornata | Foggia         | 0 – 0 | Reggina | Stadio Pino Zaccheria\| Arbitro: \| Luci (Firenze) \| |
| Arbitro:                          | Luci (Firenze) |       |         |                                                       |

| Arbitro: | Coppetelli (Tivoli) |

|                                              |           |                              |
| Pizzi 4’ A. Melli 15’, 20’, 45’ Apolloni 50’ | Marcatori | 2’, 85’ Signori 84’ Rambaudi |

| Arbitro: | Nicchi (Arezzo) |

|            |           |                                       |
| Ciocci 39’ | Marcatori | 49’ (aut.) Gadda 58’ Meluso 77’ Fonte |

| Arbitro: | Stafoggia (Pesaro) |

|           |           |  |
| Fonte 46’ | Marcatori |  |

| Arbitro: | Scaramuzza (Mestre) |

|                  |           |                       |
| Silenzi 15’, 69’ | Marcatori | 2’ Signori 33’ Meluso |

### Coppa Italia

#### Primo Turno
| Arbitro: | Iori (Parma) |

|  |           |           |
|  | Marcatori | 25’ Zanin |

## Statistiche

### Statistiche di squadra
| Competizione | Punti | In casa | In casa | In casa | In casa | In casa | In casa | In trasferta | In trasferta | In trasferta | In trasferta | In trasferta | In trasferta | Totale | Totale | Totale | Totale | Totale | Totale | DR |
| Competizione | Punti | G       | V       | N       | P       | Gf      | Gs      | G            | V            | N            | P            | Gf           | Gs           | G      | V      | N      | P      | Gf     | Gs     | DR |
| ------------ | ----- | ------- | ------- | ------- | ------- | ------- | ------- | ------------ | ------------ | ------------ | ------------ | ------------ | ------------ | ------ | ------ | ------ | ------ | ------ | ------ | -- |
| Serie B      | 39    | 19      | 9       | 6       | 4       | 25      | 12      | 19           | 6            | 3            | 10           | 20           | 26           | 38     | 15     | 9      | 14     | 45     | 38     | +7 |
| Coppa Italia |       | 1       | 0       | 0       | 1       | 0       | 1       | -            | -            | -            | -            | -            | -            | 1      | 0      | 0      | 1      | 0      | 1      | -1 |
| Totale       |       | 20      | 9       | 6       | 5       | 25      | 13      | 19           | 6            | 3            | 10           | 20           | 26           | 39     | 15     | 9      | 15     | 45     | 39     | +6 |

### Statistiche dei giocatori
| Giocatore    | Serie B  | Serie B | Serie B     | Serie B    | Coppa Italia | Coppa Italia | Coppa Italia | Coppa Italia | Totale   | Totale | Totale      | Totale     |
| Giocatore    | Presenze | Reti    | Ammonizioni | Espulsioni | Presenze     | Reti         | Ammonizioni  | Espulsioni   | Presenze | Reti   | Ammonizioni | Espulsioni |
| ------------ | -------- | ------- | ----------- | ---------- | ------------ | ------------ | ------------ | ------------ | -------- | ------ | ----------- | ---------- |
| O. Barone    | 37       | 5       | ?           | ?          | ?            | ?            | ?            | ?            | 37+      | 5+     | ?           | ?          |
| G. Bucaro    | 13       | 0       | ?           | ?          | ?            | ?            | ?            | ?            | 13+      | 0+     | ?           | ?          |
| M. Caruso    | 11       | 0       | ?           | ?          | ?            | ?            | ?            | ?            | 11+      | 0+     | ?           | ?          |
| S. Casale    | 21       | 0       | ?           | ?          | ?            | ?            | ?            | ?            | 21+      | 0+     | ?           | ?          |
| M. Codispoti | 36       | 2       | ?           | ?          | ?            | ?            | ?            | ?            | 36+      | 2+     | ?           | ?          |
| A. Di Corcia | 8        | 0       | ?           | ?          | ?            | ?            | ?            | ?            | 8+       | 0+     | ?           | ?          |
| G. Ferrante  | 15       | 0       | ?           | ?          | ?            | ?            | ?            | ?            | 15+      | 0+     | ?           | ?          |
| F. Fonte     | 33       | 8       | ?           | ?          | ?            | ?            | ?            | ?            | 33+      | 8+     | ?           | ?          |
| F. Fratena   | 5        | 0       | ?           | ?          | ?            | ?            | ?            | ?            | 5+       | 0+     | ?           | ?          |
| G. Grandini  | 4        | 0       | ?           | ?          | ?            | ?            | ?            | ?            | 4+       | 0+     | ?           | ?          |
| G. Guerini   | 7        | 0       | ?           | ?          | ?            | ?            | ?            | ?            | 7+       | 0+     | ?           | ?          |
| P. List      | 34       | 4       | ?           | ?          | ?            | ?            | ?            | ?            | 34+      | 4+     | ?           | ?          |
| F. Mancini   | 35       | -34     | ?           | ?          | ?            | ?            | ?            | ?            | 35+      | -34+   | ?           | ?          |
| A. Manicone  | 32       | 0       | ?           | ?          | ?            | ?            | ?            | ?            | 32+      | 0+     | ?           | ?          |
| M. Meluso    | 15       | 3       | ?           | ?          | ?            | ?            | ?            | ?            | 15+      | 3+     | ?           | ?          |
| M. Miranda   | 35       | 1       | ?           | ?          | ?            | ?            | ?            | ?            | 35+      | 1+     | ?           | ?          |
| C. Nunziata  | 36       | 0       | ?           | ?          | ?            | ?            | ?            | ?            | 36+      | 0+     | ?           | ?          |
| P. Padalino  | 20       | 0       | ?           | ?          | ?            | ?            | ?            | ?            | 20+      | 0+     | ?           | ?          |
| R. Rambaudi  | 37       | 7       | ?           | ?          | ?            | ?            | ?            | ?            | 37+      | 7+     | ?           | ?          |
| C. Ricchetti | 7        | 0       | ?           | ?          | ?            | ?            | ?            | ?            | 7+       | 0+     | ?           | ?          |
| G. Signori   | 34       | 14      | ?           | ?          | ?            | ?            | ?            | ?            | 34+      | 14+    | ?           | ?          |
| E. Zangara   | 3        | -4      | ?           | ?          | ?            | ?            | ?            | ?            | 3+       | -4+    | ?           | ?          |